# Jabes Pinto Rabelo
Jabes Pinto Rabelo (Campo Mourão, 16 de fevereiro de 1957) é um empresário e político brasileiro.

## Biografia
Filho de Boaventura Pinto Rabelo e Pedrina de Jesus Rabelo, mudou-se em 1972 para Cacoal, no então Território Federal de Rondônia, onde trabalhou como tropeiro, mascate, garçom e motorista do INCRA até 1979, quando virou corretor de cereais e, em 1982, abriu sua primeira empresa, a Cerealista Máquinas Rio Doce. Seus irmãos foram também sócios de duas transportadoras, uma madeireira, dois hotéis, um escritório de contabilidade, duas lojas de eletrodomésticos e material de construção, uma distribuidora de bebidas e quatro fazendas com milhares de cabeças de gado.
Nas eleições de 1990, foi eleito deputado federal pelo PTB, recebendo 11.002 votos (terceira maior votação do estado). Além dele, outros 6 petebistas foram eleitos para a Câmara dos Deputados.

## A curta passagem pela Câmara
Empossado em fevereiro de 1991, Jabes Rabelo atuou nos trabalhos legislativos como membro titular da Comissão de Minas e Energia e suplente da Comissão de Educação, Cultura e Desporto. 3 meses depois, foi acusado pela deputada Raquel Cândido de envolvimento com o tráfico de drogas, juntamente com Maurício Calixto e Nobel Moura. Ele rebateu as acusações ao mostrar uma certidão da Penitenciária Ênio dos Santos Pinheiro, onde Raquel Cândido fora presa em 1973, pelo mesmo motivo. O Ministério Público rondoniense, no entanto, confirmou que o documento foi falsificado, e a Política Federal descobriu que o êxito empresarial de Jabes era ligado ao narcotráfico e as empresas da família do deputado serviam como fachadas para lavar o dinheiro. Em junho, anunciou sua desfiliação do PTB e, um mês depois, viu seus irmãos Abidiel e Noabias presos em São Paulo com 554 quilos de cocaína, além de uma carteira de assessor parlamentar falsificada (assinada pelo próprio Jabes), o pai e a irmã, Nilce, indiciados por receptação de veículos roubados e apreendidos no Paraná, estado-natal do deputado. Seu irmão, Boaventura, foi também indiciado.

## Cassação
Em agosto, a Comissão de Constituição e Justiça e de Cidadania aceitou o pedido de suspensão da imunidade parlamentar de Jabes Rabelo, que foi aprovada por 366 votos, enquanto 35 deputados votaram contra. Foi a primeira vez que a Câmara dos Deputados aceitava uma licença para processar um parlamentar. No caso da assinatura na carteira de assessor parlamentar, a CCJ aprovou o pedido de cassação do mandato por quebra de decoro. 270 deputados votaram a favor, e 150 foram contrários à cassação, e em novembro foi punido com inelegibilidade de 7 anos. Sua vaga foi assumida pelo suplente Antônio Morimoto.

## Absolvições e vida pessoal
Jabes foi absolvido em maio de 1993 da acusação de receptação, e chegou a viajar para Brasília para acompanhar do processo de cassação dos envolvidos no escândalo dos "Anões do Orçamento", entre eles Raquel Cândido (cassada em abril) e Ibsen Pinheiro (em maio). Foi absolvido também das acusações de fraude eleitoral em 1990 e de sonegação fiscal entre 1995 e 1996. Voltou a ser elegível em 1998, mas não disputou novamente outras eleições, optando em seguir a carreira empresarial, embora chegasse a ser filiado ao PL durante algum tempo.
Casou-se com Elizete Carlem Fabris, com quem teve um filho e criou outros 7. Em maio de 2017, desejou a morte do jornalista Marcelo Rezende, que fizera a cobertura do caso em Cacoal quando ainda era repórter da Rede Globo, em postagem no facebook. A atitude de Jabes repercutiu em todo o estado. 